# Malgassesia ankaratralis
Malgassesia ankaratralis là một loài bướm đêm thuộc họ Sesiidae. Nó được tìm thấy ở Madagascar.